# Artur Grottger

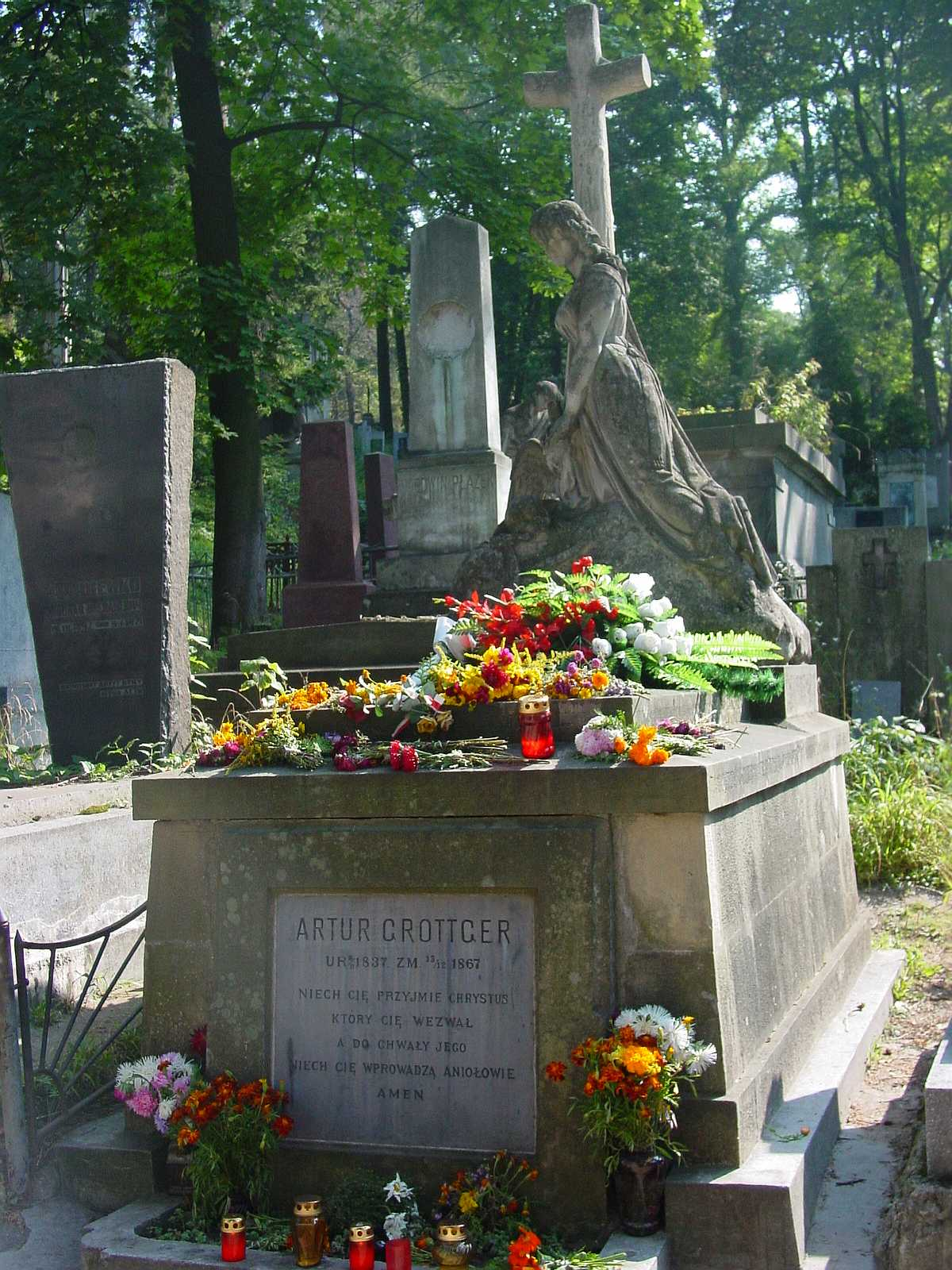
Túmulo de Grottger no Cemitério Lychakiv

Artur Grottger (Ottyniowice, (Podólia), 11 de novembro de 1837 - Amélie-les-Bains-Palalda, departamento dos Pirenéus Orientais, 13 de dezembro de 1867) foi um pintor e designer gráfico polonês, um dos mais destacados artistas do início da década de 1800, apesar da sua breve vida.

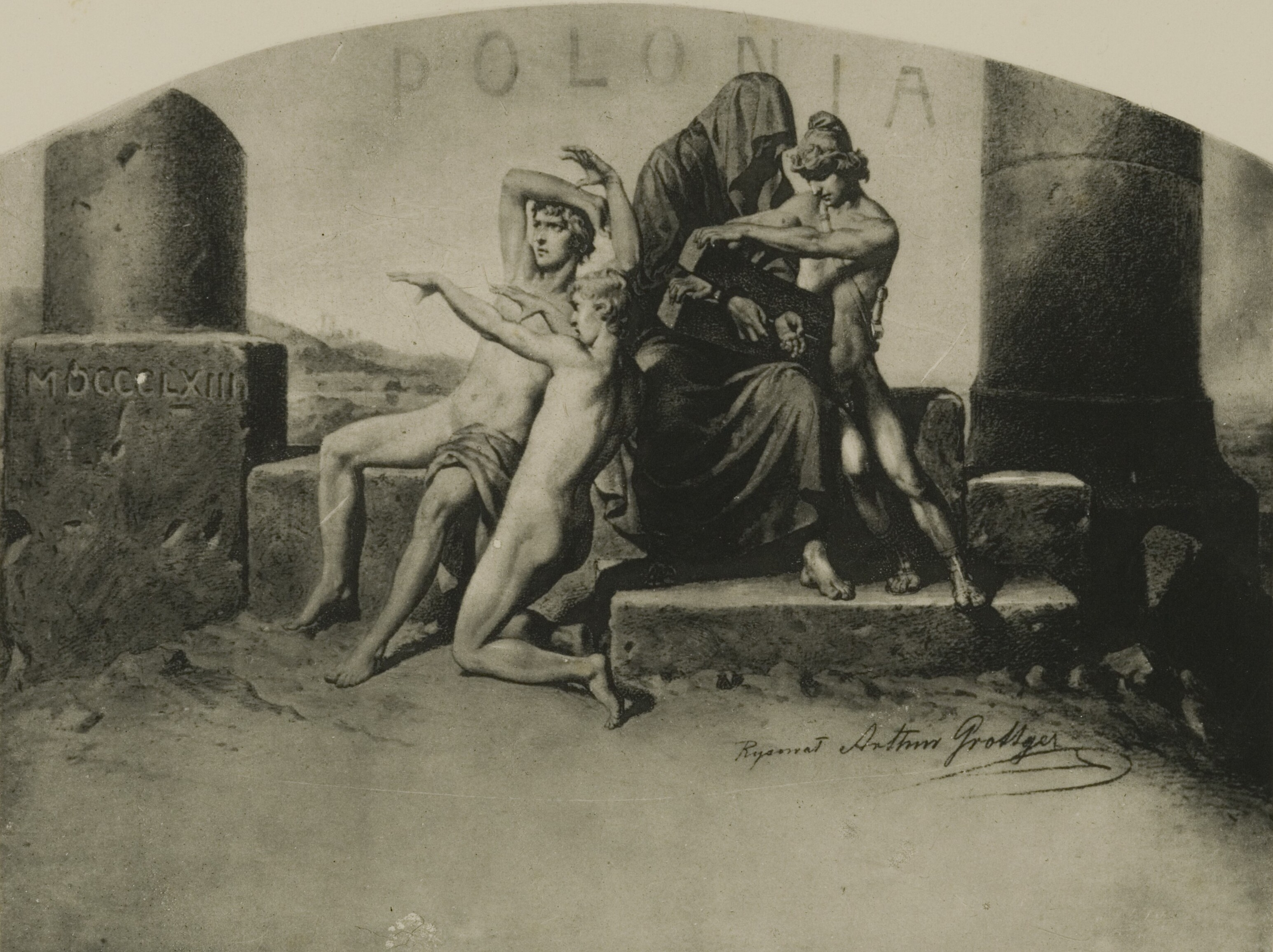
A Polônia algemada. Do ciclo "Polônia" (1863).

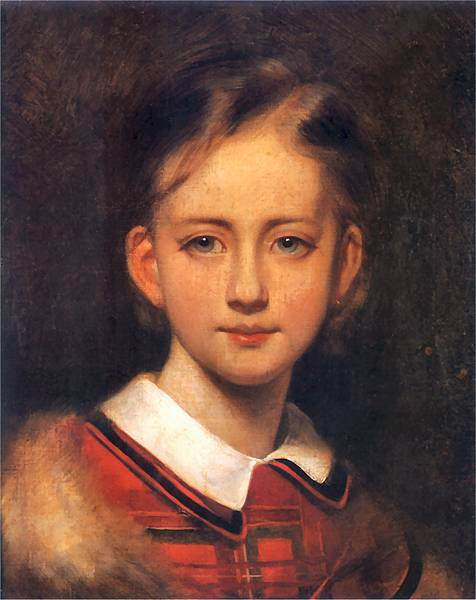
A Jovem. Museu Nacional, Varsóvia.

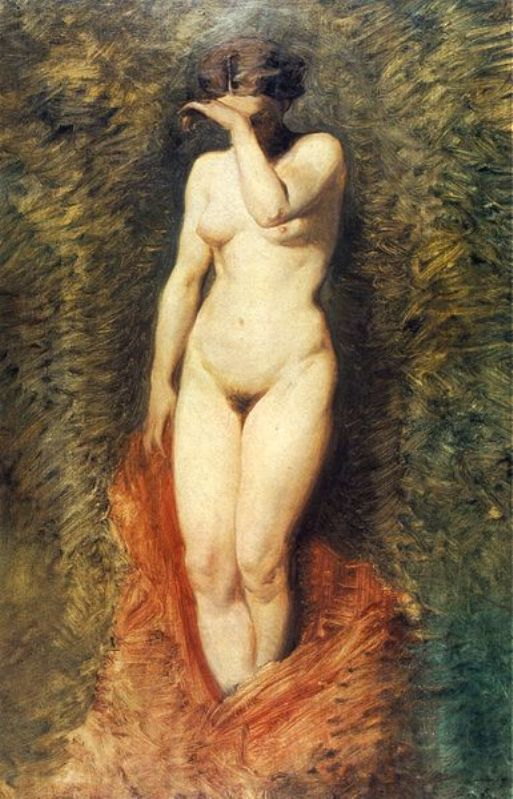
Frinéia, 1867. Museu Nacional, Varsóvia.

## Vida
Grottger nasceu na Galícia Oriental, filho de pai artista amador alemão, Jan Jozef Grottger, e de mãe polonesa. Estudou pintura como aprendiz de Jan Kanty Maszkowski e Juliusz Kossak em Lwów. Grottger recebeu uma bolsa de estudos imperal para freqüentar a Escola de Belas Artes da Cracóvia, onde estudou com os professores Władysław Łuszczkiewicz e Wojciech Korneli Stattler. Neste período ele conheceu um de seus futuros e maiores fregueses de arte e benfeitor, Aleksander Pappenheim.
Grottger pintou principalmente cenas épicas de batalhas. Mudou-se para Viena, em 1854, onde produziu algumas de suas mais famosas pinturas. Em 1865, retornou à Polônia e permaneceu em Cracóvia e Lwów, mas abandonou a Polônia definitivamente em 1866. Chegando a Paris, ficou gravemente doente e morreu. Sua última pintura foi seu autorretrato.